# 다지미시
다지미시(일본어: 多治見市)는 일본 기후현 남부에 있는 시이다.
미노 도자기의 산지로 알려져 있고 시내에는 유서 깊은 도자기 가마와 도자기에 관한 미술관, 자료관, 갤러리 등이 점재한다. 나고야시 중심부(≒나고야역)까지 전철로 30분 거리의 편리한 위치에 있어 1980년대부터 1990년대 초에 걸쳐 시내 각지에서 신흥 단지와 분양 맨션 등 주택 개발이 진행되어 나고야의 주택 지역이 되었다.
2006년 1월 23일에 도키군 가사하라정을 편입했다.
2007년 8월 16일 14시 20분에는 일본의 역대 최고기온인 40.9℃를 기록하였다(사이타마현 구마가야시도 같은 날에 최고기온 40.9℃를 기록하였다). 또 2006년에는 37℃ 이상을 기록한 날이 일본에서 가장 많아 "일본에서 제일 더운 마을"로 관광객 유치 활동을 벌이고 있다.

## 인접하는 자치체
- 기후현
  - 도키시, 가니시
- 아이치현
  - 세토시, 가스가이시, 이누야마시

## 역사
- 1889년 7월 1일 - 정촌제 시행과 함께 도키군 다지미정이 성립하였다.
- 1934년 8월 1일 - 가니군 도요오카정, 도키군 이즈미정의 일부를 편입하였다.
- 1940년 8월 1일 - 시로 승격해 다지미시가 되었다. 당시 면적 35.14km, 인구 26,820명.
- 1944년 2월 11일 - 가니군 고이즈미촌·이케다촌을 편입하였다.
- 1951년 3월 5일 - 도키군 이치노쿠라촌을 편입하였다.
- 1960년 4월 1일 - 가니군 히메지촌의 일부를 편입하였다.
- 2006년 1월 23일 - 도키군 가시하라정을 편입하였다.
- 2007년 8월 16일 - 사이타마현 구마가야시와 함께 최고기온 40.9℃를 기록하였다.

## 교통

### 철도
- 도카이 여객철도
  - 주오 본선
  - 다이타선

### 도로
- 주오 자동차도
- 국도 제19호선
- 국도 제248호선

## 인구
| 연도 | 인구    | ±%     |
| ---- | ------- | ------ |
| 1970 | 76,846  | —      |
| 1980 | 87,812  | +14.3% |
| 1990 | 106,213 | +21.0% |
| 2000 | 115,740 | +9.0%  |
| 2010 | 112,595 | −2.7%  |
| 2020 | 106,732 | −5.2%  |

## 기후
| 다지미시의 기후                                              | 다지미시의 기후 | 다지미시의 기후 | 다지미시의 기후 | 다지미시의 기후 | 다지미시의 기후 | 다지미시의 기후 | 다지미시의 기후 | 다지미시의 기후 | 다지미시의 기후 | 다지미시의 기후 | 다지미시의 기후 | 다지미시의 기후 | 다지미시의 기후 |
| 월                                                           | 1월             | 2월             | 3월             | 4월             | 5월             | 6월             | 7월             | 8월             | 9월             | 10월            | 11월            | 12월            | 연간            |
| ------------------------------------------------------------ | --------------- | --------------- | --------------- | --------------- | --------------- | --------------- | --------------- | --------------- | --------------- | --------------- | --------------- | --------------- | --------------- |
| 역대 최고 기온 °C (°F)                                       | 18.2 (64.8)     | 22.1 (71.8)     | 25.4 (77.7)     | 31.0 (87.8)     | 34.5 (94.1)     | 37.0 (98.6)     | 40.7 (105.3)    | 40.9 (105.6)    | 38.5 (101.3)    | 33.1 (91.6)     | 25.5 (77.9)     | 22.1 (71.8)     | 40.9 (105.6)    |
| 일평균 최고 기온 °C (°F)                                     | 9.5 (49.1)      | 10.9 (51.6)     | 15.0 (59.0)     | 20.7 (69.3)     | 25.5 (77.9)     | 28.5 (83.3)     | 32.3 (90.1)     | 34.1 (93.4)     | 29.8 (85.6)     | 23.9 (75.0)     | 17.8 (64.0)     | 11.9 (53.4)     | 21.7 (71.0)     |
| 일일 평균 기온 °C (°F)                                       | 3.2 (37.8)      | 4.2 (39.6)      | 8.1 (46.6)      | 13.7 (56.7)     | 18.6 (65.5)     | 22.5 (72.5)     | 26.4 (79.5)     | 27.7 (81.9)     | 23.8 (74.8)     | 17.5 (63.5)     | 11.1 (52.0)     | 5.6 (42.1)      | 15.2 (59.4)     |
| 일평균 최저 기온 °C (°F)                                     | −1.9 (28.6)     | −1.5 (29.3)     | 1.8 (35.2)      | 7.0 (44.6)      | 12.3 (54.1)     | 17.6 (63.7)     | 22.0 (71.6)     | 22.9 (73.2)     | 19.1 (66.4)     | 12.4 (54.3)     | 5.7 (42.3)      | 0.4 (32.7)      | 9.8 (49.7)      |
| 역대 최저 기온 °C (°F)                                       | −9.3 (15.3)     | −9.3 (15.3)     | −6.7 (19.9)     | −2.5 (27.5)     | 1.0 (33.8)      | 7.4 (45.3)      | 14.2 (57.6)     | 15.0 (59.0)     | 6.9 (44.4)      | 0.9 (33.6)      | −2.7 (27.1)     | −7.5 (18.5)     | −9.3 (15.3)     |
| 평균 강수량 mm (인치)                                        | 57.1 (2.25)     | 69.7 (2.74)     | 121.2 (4.77)    | 132.5 (5.22)    | 157.5 (6.20)    | 187.5 (7.38)    | 239.7 (9.44)    | 149.6 (5.89)    | 233.7 (9.20)    | 155.1 (6.11)    | 83.9 (3.30)     | 60.6 (2.39)     | 1,644.3 (64.74) |
| 평균 강수일수 (≥ 1.0 mm)                                     | 6.9             | 7.4             | 9.7             | 10.3            | 10.6            | 12.2            | 13.1            | 10.3            | 11.5            | 9.8             | 7.1             | 7.8             | 116.7           |
| 평균 월간 일조시간                                           | 164.8           | 167.3           | 198.1           | 202.5           | 206.0           | 147.4           | 170.8           | 209.4           | 163.9           | 166.5           | 158.2           | 158.2           | 2,113.9         |
| 출처: 일본 기상청 (평년값: 1991년~2020년, 극값: 1978년~현재) |                 |                 |                 |                 |                 |                 |                 |                 |                 |                 |                 |                 |                 |

## 같이 보기
- 신라 신사(ja:新羅神社 (多治見市), 일본 기후현 다지미시)